# Lake Isandula
Der Lake Isandula ist ein See im Norden des australischen Bundesstaates Tasmanien.
Er liegt ungefähr elf Kilometer südlich der Stadt Ulverstone am Unterlauf des West Gawler River.